# Englische Junioren-Badmintonmeisterschaft
Englische Junioren-Badmintonmeisterschaften der Altersklasse U18 (später U19) werden seit 1950 jährlich ausgetragen. Es werden dabei Titelträger in fünf Einzeldisziplinen ermittelt. Von 1978 bis 1984 wurden auch Titelträger der U21 ermittelt, von 1963 bis 1983 auch Titelträger der U15.

## Titelträger U21
| Saison | Herreneinzel   | Dameneinzel   | Herrendoppel              | Damendoppel                  | Mixed                          |
| ------ | -------------- | ------------- | ------------------------- | ---------------------------- | ------------------------------ |
| 1978   | Andy Goode     | Karen Bridge  | nicht ausgetragen         | nicht ausgetragen            | nicht ausgetragen              |
| 1979   | Andy Goode     |               | nicht ausgetragen         | nicht ausgetragen            | nicht ausgetragen              |
| 1980   | Steve Baddeley | Helen Troke   | Nigel Tier Norman Goode   | Diane Simpson L. M. Whitaker | Simon Wootton Jill Pringle     |
| 1981   | Steve Baddeley | Helen Troke   | Gerry Asquith Andy Goode  | Mary Leeves Sara Leeves      | Richard Outterside Jill Benson |
| 1982   | Steve Butler   | Wendy Massam  | Dipak Tailor Chris Dobson | Gillian Clark Jill Pringle   | M. J. Cattermole N. R. Bewley  |
| 1983   | Darren Hall    | Fiona Elliott | Dipak Tailor Chris Dobson | Gillian Gowers Wendy Massam  | Steve Butler Fiona Elliott     |
| 1984   | Darren Hall    | Alison Fisher | Dipak Tailor Chris Dobson | Lisa Chapman Jane Shipman    | Andy Wood Lisa Chapman         |

## Titelträger U19 (U18)
| Saison      | Herreneinzel      | Dameneinzel       | Herrendoppel                       | Damendoppel                          | Mixed                                |
| ----------- | ----------------- | ----------------- | ---------------------------------- | ------------------------------------ | ------------------------------------ |
| 1950        | F. John Shaw      | M. F. Glassborow  | F. John Shaw B. T. Grozier         | June White L. M. Cash                | F. John Shaw L. M. Cash              |
| 1951        | F. John Shaw      | Ursula Smith      | F. John Shaw B. T. Grozier         | I. A. Kenningham Ursula Smith        | F. John Shaw D. Pratt                |
| 1952        | Tony Jordan       | Ursula Smith      | Tony Jordan Hugh Findlay           | I. A. Kenningham Ursula Smith        | Tony Jordan I. A. Kenningham         |
| 1953        | G. H. King        | M. Semple         | G. H. King B. E. Fletcher          | M. Semple K. Parr                    | G. H. King G. A. Smith               |
| 1954        | D. Jones          | Heather Ward      | D. Jones John Stanford             | M. Semple K. Parr                    | D. Jones J. Quilliam                 |
| 1955        | A. P. Billingham  | Heather Ward      | G. Bell Lance Ellwood              | Heather Ward S. A. Hole              | A. P. Billingham Heather Ward        |
| 1956        | Peter Waddell     | Heather Ward      | Peter Waddell A. E. Flashman       | Heather Ward Jennifer Pritchard      | A. E. Flashman Heather Ward          |
| 1957        | Oon Chong Jin     | Heather Ward      | Peter Waddell D. Winthorp          | Heather Ward M. A. Bonney            | Peter Waddell Heather Ward           |
| 1958        | Roger Mills       | Angela Bairstow   | D. Curtis K. Paul                  | G. H. Lawrence June Wheating         | Roger Mills M. K. Bishop             |
| 1959        | Roger Mills       | Angela Bairstow   | Roger Mills D. J. Minton           | Angela Bairstow June Wheating        | Roger Mills Angela Bairstow          |
| 1960        | Roger Mills       | Angela Bairstow   | Roger Mills D. J. Minton           | Angela Bairstow Charlotte Lindsay    | Roger Mills Angela Bairstow          |
| 1961        | Oon Chong Hau     | Anita Price       | J. Gisborne D. J. Smith            | Anita Price Sue Pound                | L. Brown Charlotte Lindsay           |
| 1962        | R. J. Westmorland | A. J. Swinstead   | Peter Seaman P. R. Falle           | Stephanie Jones A. J. Swinstead      | R. J. Westmorland J. McDonald        |
| 1963        | Oon Chong Hau     | Margaret Boxall   | Oon Chong Hau M. J. Boutle         | Stephanie Jones Margaret Boxall      | Oon Chong Hau J. McDonald            |
| 1964        | Oon Chong Hau     | Stephanie Jones   | Oon Chong Hau Brian E. Jones       | M. Bridge L. M. Veasey               | Oon Chong Hau C. E. Bird             |
| 1965        | Oon Chong Hau     | Gillian Perrin    | Oon Chong Hau Brian E. Jones       | M. Protheroe L. M. Veasey            | Paul Whetnall L. M. Veasey           |
| 1966        | Clive Kirk        | Gillian Perrin    | Clive Kirk P. Eing                 | W. J. Wilson L. M. Veasey            | A. I. Morton Gillian Perrin          |
| 1967        | Clive Kirk        | Gillian Perrin    | M. Beck Alan Connor                | Gillian Perrin J. S. Colman          | I. P. Clark Gillian Perrin           |
| 1968        | Clive Kirk        | Gillian Perrin    | Clive Kirk I. P. Clark             | Margaret Beck C. M. Wightman         | I. P. Clark Gillian Perrin           |
| 1969        | Ray Stevens       | Margaret Beck     | Tim Goode J. F. Walter             | Margaret Beck C. M. Wightman         | Peter Bullivant C. Barron            |
| 1970        | Keith Arthur      | Margaret Beck     | D. E. Hounslow D. R. M. Pither     | Barbara Giles S. B. Ringshall        | D. R. M. Pither Barbara Giles        |
| 1971        | Peter Gardner     | Nora Gardner      | John Stretch John K. H. Woodgate   | Barbara Giles Nora Gardner           | Peter Gardner Barbara Giles          |
| 1972        | John Stretch      | Nora Gardner      | John Stretch John K. H. Woodgate   | J. A. Brewer Nora Gardner            | John Stretch Nora Gardner            |
| 1973        | Peter H. Wood     | Anne Forrest      | Ray Rofe D. S. Whitfield           | Anne Forrest Kathleen Redhead        | Ray Rofe D. J. Kirby                 |
| 1974        | Peter H. Wood     | Jane Webster      | Ray Rofe D. S. Whitfield           | A. Gardner Kathleen Redhead          | Ray Rofe D. J. Kirby                 |
| 1975        | Gary Scott        | Paula Kilvington  | Duncan Bridge Steve Stranks        | Karen Puttick A. G. Tucknett         | Tim Stokes Karen Puttick             |
| 1976        | Gary Scott        | Karen Bridge      | Gary Scott Steve Stranks           | Karen Bridge R. Heywood              | Gary Scott Karen Puttick             |
| 1977        | Kevin Jolly       | Karen Bridge      | Kevin Jolly Nigel Tier             | Karen Bridge Karen Puttick           | Kevin Jolly Karen Bridge             |
| 1978        | Andy Goode        | Karen Bridge      | C. J. Fetherston Darrell Roebuck   | Karen Bridge Gillian Clark           | Andy Goode Karen Bridge              |
| 1979        | Nick Yates        | Sally Leadbeater  | Steve Baddeley D. Burden           | Sally Leadbeater Gillian Clark       | Christopher Back Gillian Clark       |
| 1980        | Steve Wassell     | Sally Leadbeater  | Richard Outterside N. S. Sargent   | Sally Leadbeater Gillian Clark       | Dipak Tailor Mary Leeves             |
| 1981        | Dipak Tailor      | Mary Leeves       | Dipak Tailor Andy Wood             | Mary Leeves Sara Leeves              | Dipak Tailor Mary Leeves             |
| 1982        | Steve Butler      | Helen Troke       | Dipak Tailor Chris Dobson          | J. E. Edwards Gillian Gowers         | Dipak Tailor Gillian Gowers          |
| 1983        | Darren Hall       | Betty Blair       | Darren Hall Stuart Spurling        | Lisa Chapman Jane Shipman            | M. D. Lawrence Natalie S. Roope      |
| 1984        | Darren Hall       | Debbie Hore       | Darren Hall Robert W. Baddeley     | Lisa Chapman Clive Palmer            | Darren Hall Lisa Chapman             |
| 1985        | Matthew A. Smith  | Sara Halsall      | Adrian Casey Paul Holden           | Cheryl Johnson Clive Palmer          | Adrian Casey Cheryl Johnson          |
| 1986        | Peter Bush        | Sarah Hore        | Mark S. Bennett Richard Harmsworth | Tracy Dineen Julie Munday            | Martin Pallant Felicity Gallup       |
| 1987        | Chris Hunt        | Felicity Gallup   | Chris Hunt Andrew Fairhurst        | Tracy Dineen Julie Munday            | Richard Harmsworth Tracy Dineen      |
| 1988        | Peter Knowles     | Alison Humby      | Richard Harmsworth Peter Knowles   | Adele Abbott Felicity Gallup         | Richard Harmsworth Tracy Dineen      |
| 1989        | Steffan Pandya    | Tanya Groves      | Neil Cottrill John Quinn           | Kim Egerton Joanne Wright            | Anthony Bush Tanya Groves            |
| 1990        | Steffan Pandya    | Alison Humby      | Robert Nock Steffan Pandya         | Karen Wilson Joanne Wright           | Neil Cottrill Joanne Wright          |
| 1991        | Simon Archer      | Alison Humby      | James Anderson Ian Pearson         | Alison Humby Joanne Wright           | Simon Archer Joanne Davies           |
| 1992        | Peter Chambers    | Tracey Hallam     | James Anderson Ian Pearson         | Tracey Hallam Nicola Jordan          | James Anderson Emma Chaffin          |
| 1993        | Stephen Isaac     | Tracey Hallam     | Richard Doling Roger Mistri        | Tracey Hallam Rebecca Pantaney       | Lee Boosey Sarah Hardaker            |
| 1994        | Mark Constable    | Susan Barbour     | Lee Boosey Neil Waterman           | Sarah Hardaker Rebecca Pantaney      | Nathan Robertson Gail Emms           |
| 1995        | Mark Constable    | Donna Kellogg     | Allan Cottell Nathan Robertson     | Donna Kellogg Joanne Wright          | Nathan Robertson Gail Emms           |
| 1996        | Anthony Clark     | Donna Kellogg     | Anthony Clark Ian Sullivan         | Donna Kellogg Joanne Wright          | Lee Clapham Donna Kellogg            |
| 1997        | Matthew Shuker    | Katy Brydon       | David Lindley Michael Scholes      | Elizabeth Cann Danielle Le Feuvre    | Andrew South Alison Reed             |
| 1998        | Andrew South      | Elizabeth Cann    | David Lindley Michael Scholes      | Elizabeth Cann Liza Parker           | Andrew South Alison Reed             |
| 1999        | Jonathan Lewis    | Paula Harrison    | Paul Trueman James Vincent         | Liza Parker Suzanne Rayappan         | Paul Trueman Liza Parker             |
| 2000        | Ian Palethorpe    | Kelly Matthews    | Ollie Bush Kristian Roebuck        | Suzanne Rayappan Sally Spendiff      | Ian Palethorpe Suzanne Rayappan      |
| 2001        | Simon Hardcastle  | Kelly Matthews    | James Boxall Steven Higgins        | Kelly Matthews Julie Standley        | James Boxall Katie Litherland        |
| 2002        | Toby Honey        | Kelly Matthews    | Daniel Corby Matthew Smith         | Dawn Johnson Claire Millward         | Toby Honey Caroline Westley          |
| 2003        | Joel Gayle        | Eleanor Cox       | Robin Middleton Chris Langridge    | Jenny Day Hayley Connor              | Robin Middleton Jenny Day            |
| 2004        | Rajiv Ouseph      | Rachel Howard     | Robin Middleton Chris Langridge    | Mariana Agathangelou Rachel Howard   | Robin Middleton Sarah Bok            |
| 2005        | Rajiv Ouseph      | Michelle Cheung   | Robert Adcock Ed Foster            | Heather Olver Jenny Wallwork         | Robert Adcock Jenny Wallwork         |
| 2006        | Andrew Ellis      | Michelle Cheung   | Andrew Ellis Dean George           | Mariana Agathangelou Jenny Wallwork  | Dean George Mariana Agathangelou     |
| 2007        | Jamie Bonsels     | Michelle Cheung   | Chris Adcock Peter Mills           | Mariana Agathangelou Gabrielle White | Marcus Ellis Samantha Ward           |
| 2008        | Nathan D’Cruz     | Sarah Walker      | Chris Hotchen Ben Stawski          | Sarah Walker Laura Cousins           | Marcus Ellis Samantha Ward           |
| 2009        | Daniel Groom      | Kate Robertshaw   | Mark Middleton Ben Stawski         | Jessica Fletcher Sarah Milne         | Ben Stawski Lauren Smith             |
| 2010        | Joshua Green      | Sarah Milne       | Chris Coles Matthew Nottingham     | Alexandra Langley Lauren Smith       | Mark Middleton Alyssa Lim            |
| 2011        | Toby Penty        | Sarah Milne       | Chris Coles Matthew Nottingham     | Jessica Fletcher Sarah Milne         | Matthew Nottingham Helena Lewczynska |
| 2012        | Tom Wolfenden     | Chloe Birch       | Ryan McCarthy Tom Wolfenden        | Jenny Moore Sophie Sankey            | Tom Wolfenden Holly Smith            |
| 2013        | Sam Parsons       | Chloe Birch       | Aaron Cheng Tom Wolfenden          | Chloe Birch Holly Smith              | Tom Wolfenden Holly Smith            |
| 2014        | Sam Parsons       | Ira Banerjee      | Sean Vendy Ben Lane                | Jenny Moore Victoria Williams        | Michael Roe Jenny Moore              |
| 2015        | Sean Vendy        | Ira Banerjee      | Sean Vendy Ben Lane                | Lydia Jane Powell Jessica Hopton     | Ben Lane Jessica Pugh                |
| 2016        | Oliver Thompson   | Kirby Ngan        | Matthew Clare Ben Lane             | Kirby Ngan Jessica Pugh              | Ben Lane Jessica Pugh                |
| 2016 (Sep.) | Johnnie Torjussen | Abigail Holden    | Max Flynn Jonty Russ               | Fee Teng Liew Elizabeth Tolman       | Max Flynn Fee Teng Liew              |
| 2017 (Feb.) | Johnnie Torjussen | Abigail Holden    | Callum Hemming Johnnie Torjussen   | Fee Teng Liew Elizabeth Tolman       | Steven Stallwood Elizabeth Tolman    |
| 2018        | Rory Easton       | Pamela Reyes      | William Jones James Penver         | Grace King Hope Warner               | William Jones Asmita Chaudhari       |
| 2019        | Ethan Rose        | Pamela Reyes      | William Jones Brandon Yap          | Asmita Chaudhari Annie Lado          | Rory Easton Hope Warner              |
| 2020        | nicht ausgetragen | nicht ausgetragen | nicht ausgetragen                  | nicht ausgetragen                    | nicht ausgetragen                    |
| 2021        | Cholan Kayan      | Gauri Shidhaye    | Alex Green Nathan Moore            | Lisa Curtin Estelle van Leeuwen      | Alex Green Estelle van Leeuwen       |
| 2022        | Nadeem Dalvi      | Lisa Curtin       | Blake Hoang Samuel Jones           | Lisa Curtin Estelle van Leeuwen      | Samuel Jones Estelle van Leeuwen     |
| 2023        | Felix Wright      | Tashvi Parab      | Robin Harper Harry Wakefield       | Chloe Dennis Lila Dundas             | Oliver Butler Chloe Dennis           |
| 2024        | James Song        | Martha Ng         | Benjamin Horseman Jia Bin Lee      | Lucy Dodd Lila Dundas                | James Song Matilda Franklin          |